# Стереотипизация
Стереотипизация (от «стереотип») — восприятие, классификация и оценка объектов, событий, индивидов путём распространения на них характеристик какой-либо социальной группы или социальных явлений на основе определенных представлений, выработанных стереотипов. Если основываться на общепсихологических механизмах, стереотипизация является сложным социально-психологическим явлением, которое выполняет такие функции, как: поддерживание идентификации личности, группы или явления, оправдание их возможных негативных или объяснение позитивных установок и пр.
Несмотря на то, что термин стереотип появился только в 20 веке, сегодня он широко используется в повседневной жизни. Как правило, когда мы называем что-то стереотипом или чье-то поведение попадает под стереотипы, то мы придаем этому негативный оттенок. По большей части стереотипы имеют негативное значение.

## Стереотипизация в психологии
Раньше психологи считали, что стереотипами пользуются только нетерпимые люди. Однако, сегодняшнее изучение невольного, бессознательного предубеждения раскрывает правду, что мы на постоянной основе используем стереотипы, сами не зная об этом.
В ходе исследований нейробиологи выяснили, что миндалевидное тело в структуре медиальной височной доли играет главную роль в возбуждении, внимательности и вызывает реакцию «бей или беги», таким образом человек реагирует на социальные угрозы так же, как и на физические. Бессознательное предубеждение — это защитная реакция.
В 1969 году английский психолог Генри Тэджфел публикует работу под названием «Когнитивные аспекты предрассудков», где описано, что формирование предрассудков не может быть полностью понятно без учета их когнитивных аспектов.  Тэджфел утверждал, что формирование стереотипов является следствием социальной категоризации. Категоризация оказывает влияние на то, как человек воспринимает и оценивает других людей. По Тэджфелу, «стереотипизация является следствием весьма адаптивного, эффективного процесса категоризации».
Стереотип это когнитивный компонент социальной предвзятости, что характерно для эссенциализма. Этот процесс включает в себя кодирование и хранение стереотипных понятий и их применение в суждениях и поведении. Таким образом, он использует другую нейронную сеть и задействует структуры в коре головного мозга, которые отвечают за семантическую память и сознательное мышление.
Все это отражает идею, описанную в книге психолога Даниэля Канемана «Думай медленно… решай быстро». Он утверждает, что у человека есть два мышления: без усилий, контроля, быстрое и интуитивное (Система 1) и требующее концентрации и внимания (Система 2). Система 1 работает автоматически, спешит, поэтому склонна к ошибкам. Система 2 формулирует суждения и делает выбор. «Хотя Система 2 и считает себя главным действующим лицом, в действительности герой этой книги — автоматически реагирующая Система 1». Система 2 часто одобряет и рационализирует выборы Системы 1.
Таким образом, хотя предрассудки и стереотипы заложены в значительной степени в различных нейронных системах, примерно сопоставимых с Системой 1 и Системой 2, они действуют согласно с их эффектами, соединяющимися в познании и поведении, что означает, что неосознанная предвзятость может сбить мышление высшего порядка.
Стереотипизация, как правило, считается отрицательным понятием во многих культурах, однако для Даниэля Канемана оно нейтральное, поскольку Системе 1 присуще «представление категорий в виде норм и прототипов». В обществе такие представления называют стереотипами. Даже при том, что стереотипы часто бывают ошибочными и могут привести к негативным последствиям, это человеческая психология, которую не изменить и от которой не уйти.

## Стереотипизация в обществе
Влияние стереотипов на восприятие общества значительно. Стереотипизация отвечает за: 
- внимание человека к определенным аспектам доступной информации
- окраску интерпретации этой информации
- вид, в котором информация сохраняется в памяти
- создание суждений
- создание гипотез, основываясь на которых человек будет обрабатывать новую информацию
- выявление у определенных лиц того самого поведения, которое подтверждает предвзятые ожидания воспринимающего

В большей степени влияние стереотипов заключается в увековечении былых убеждений и предрассудков: статус-кво усиливается за счет того, что люди, обрабатывающие информацию, полагаются на стереотипы как на удобный способ организации информации о социальном мире.
Для создания цивилизованного общества требуется отступление от создания стереотипов, именно по этой причине существуют социальные нормы против стереотипизации. Однако стоит помнить, что пренебрежение обоснованными стереотипами влечет за собой неоптимальные оценки. И даже не смотря на то, что стереотипизацию стоит избегать для улучшения общества, бессмысленно отрицать её существование.

## Стереотипизация в СМИ
Гендерная стереотипизация

В СМИ женщины становятся предметом обсуждения. Женщину описывают по ее внешним данным, а мужчину по его успехам в работе. Как высказался Джон Бёрджер в 1972 году: 
«Мужчины действуют, а женщины показываются.»Оригинальный текст (англ.)"Men act, and women appear."
Мужчины чаще, чем женщины, особенно в средствах массовой информации, находятся в центре внимания, доля присутствия женщин в СМИ в последние несколько лет во всем мире не увеличивается. Кроме того, очевидно, что манера репрезентации близко соответствует стереотипному образу: мужчина как естественный руководитель и эксперт, женщина как домашний, подчиненный тип.
Стереотипы, связанные с религиозной принадлежностью
Террористические нападения 11 сентября 2001 года изменили то, как в средствах массовой информации стали изображаться мусульмане. До террористических нападений Ислам не воспринимался как угроза обществу, однако после атаки на башни-близнецы в Нью-Йорке культурные верования, обычаи и традиции мусульман постоянно подвергались сомнению.
В голландских средствах массовой информации мусульмане постоянно подвергаются критике, в результате чего практика ношения платков рассматривается как угнетение женщин, что вызывает новую волну стереотипов в средствах массовой информации, в результате чего Ислам воспринимается как женоненавистническая - так можно сказать религия. 
Стереотипизация, направленная на мусульман, привела к социальным беспорядкам и расколу в обществе.